# Molophilus (Superbomolophilus) kunara
Molophilus (Superbomolophilus) kunara is een tweevleugelige uit de familie steltmuggen (Limoniidae). De soort komt voor in het Australaziatisch gebied.